# Омура Сумитада
Омура Сумитада (1532-1587), познат и под хришћанским именом Бартоломео Омура, био је први јапански великаш који је примио хришћанство.

## Биографија
Омура Сумитада био је син Арима Суниакија, господара Шимабаре, али је усвојен у породицу Омура као наследник вође клана. Након доласка хришћанских мисионара у Јапан (1549), крштен је 1662. под именом Бартоломео Омура, поставши први хришћански великаш у Јапану.  Под претњом прогонства, насилно је превео у хришћанство око 60.000 својих поданика, и спалио локалне будистичке храмове. Године 1570. отворио је луку Нагасаки трговцима из Европе.  Године 1580. поклонио је Нагасаки језуитима, ударивши темељ аутономној хришћанској колонији у Нагасакију, која се одржала све до забране хришћанства у Јапану (1614). Наследио га је син, Омура Јошијаки.